# 파평 옹씨
파평 옹씨(坡平雍氏)는 경기도 파주시 파평면을 본관으로 하는 한국의 성씨이다. 시조는 옹백(雍伯)이다.

## 참고 자료
- “파평옹씨(坡平雍氏)”. 뿌리를 찾아서.[깨진 링크(과거 내용 찾기)]